# Wiaczesław Amin
Wiaczesław Amin (ros. Вячеслав Амин; ur. 10 grudnia 1976, Kirgiska SRR) – kirgiski piłkarz, grający na pozycji obrońcy, reprezentant Kirgistanu. 

## Kariera piłkarska

### Kariera klubowa
W 1994 rozpoczął karierę piłkarską w klubie Ałga Biszkek, który potem nazywał się Ałga-PWO Biszkek i SKA-PWO Biszkek. W 2002 wyjechał do Kazachstanu, gdzie bronił barw Żetysu Tałdykorgan. W 2003 powrócił do SKA-PWO Biszkek. Od 2006 występował w Abdysz-Ata Kant.

### Kariera reprezentacyjna
Występował w reprezentacji Kirgistanu. Łącznie rozegrał 36 spotkań.

## Sukcesy

### Sukcesy klubowe
- mistrz Kirgistanu: 1992, 1993, 2000, 2001
- zdobywca Pucharu Kirgistanu: 1996, 1997, 1998, 1999, 2000, 2001, 2003, 2007, 2009

### Sukcesy indywidualne
- rekordzista reprezentacji Kirgistanu w ilości rozegranych meczów: 36